# Citoquímica

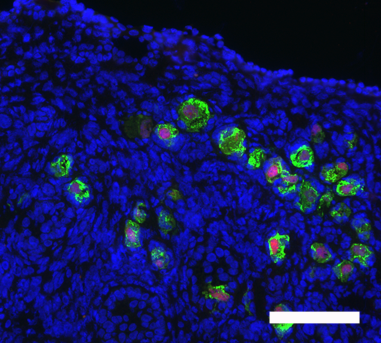
Identificación y localización de la proteína VASA (en verde). Ovocitos foliculares.

La citoquímica es una rama de la biología celular enfocada en el estudio de la composición química de las células y sus procesos biológicos moleculares mediante análisis químicos y quimicofísicos que permitan su observación.
Se considera como un nexo de unión entre la morfología y la bioquímica. 
La citoquímica estudia la composición química de la célula y permite detectar la localización topográfica de algunos sustancias: enzimas, metales pesados, sustancias orgánicas moléculas de depósito y otras sustancias.

## Historia
Entre los años 1954-1963 la histoquímica fue aplicada para propósitos descriptivos, como comparar tejidos normales y patológicos. Otro uso fue para obtener una evidencia química in situ, para estudios comparativos en tejidos de organismos adultos o en desarrollo.  
Las revistas de citoquímica, se dedicaron a presentar el desarrollo de métodos y técnicas para detectar y rastrear moléculas específicas.

## Clasificación de las técnicas citoquímicas
- Citoquímica clásica: Se fundamenta en reacciones coloreadas que pueden observarse e interpretarse con el microscopio óptico común.

Esta técnica logra la identificación y localización de los compuestos químicos y macromoléculas dentro de las células, basándose en métodos de reacciones colorimétricas, como la reacción de Feulgen, verde janus B, rojo oleoso, Sudán rojo, técnica de Schiff, entre otros.
- Citoquímica electrónica: Se caracteriza por ser una metodología de elevada sensibilidad

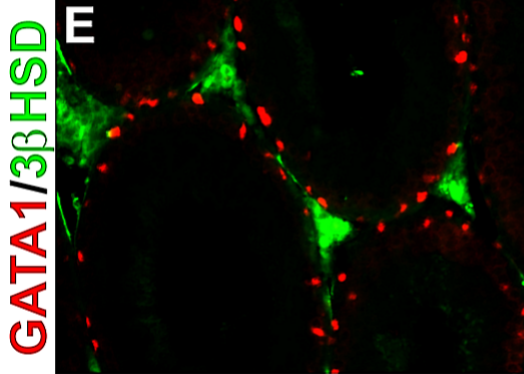
Anticuerpos contra GATA-1 un marcador del núcleo celular (en rojo), de las células de Sertoli.

- Citoquímica fluorescente: puede o no ser inmunofluorescencia, se fijan moléculas sobre distintas estructuras de las células y al ser excitadas por luz UV producen fluorescencias de distintos colores.[4]

Conceptos sobre inmunofluorescencia
El término inmunofluorescencia se usa para describir las técnicas en que se emplea un fluorocromo para marcar un anticuerpo. Ya en 1941, Coons informó de la aplicación de esta técnica para localizar antígenos y anticuerpos en secciones de tejido. El descubrimiento de los anticuerpos monoclonales por Kohler y Milstein en 1975, incrementó dramáticamente el uso de la inmunofluorescencia para la identificación de antígenos de superficie celular.
La fluorescencia ha sido usada para visualizar ciertas moléculas y estructuras por medio de la microscopia óptica durante muchos años. Esta ha encontrado una extensa área de aplicación en la citometría de flujo. La capacidad para detectar simultáneamente la fluorescencia de dos, tres, cuatro o actualmente hasta 13 fluorocromos de diferentes longitudes de onda, abre completamente el campo del análisis multiparamétrico.
Cuando una molécula absorbe luz, y por tanto energía, algunos de sus electrones pueden alcanzar una órbita de mayor energía. Se dice entonces que la molécula ha alcanzado un estado de excitación, y puede volver a su estado basal cuando estos electrones vuelven a su órbita de menor energía. En algunos compuestos el electrón excitado cae rápidamente, usualmente en nanosegundos, al estado basal, emitiendo un cuanto de luz o fotón y desprendiendo energía. Esta transición radiante se denomina fluorescencia . A este tipo de compuestos se les denomina fluorescentes o fluorocromos.

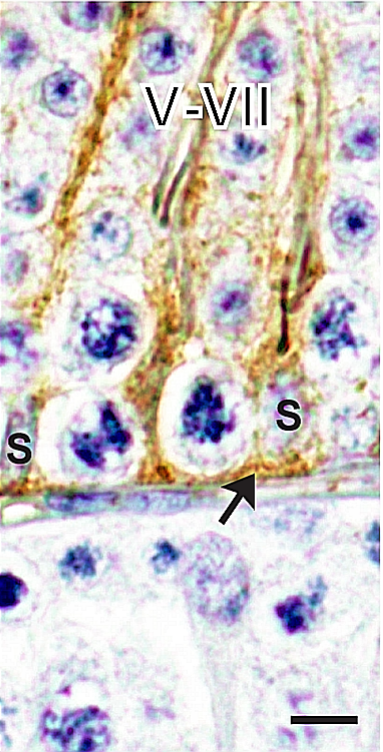
Expresión inmunorreactiva de la secreción de la proteína GNDF (en amarillo), sobre la superficie de las células de Sertoli S=.

- Inmunocitoquímica no fluorescente: Se basa en anticuerpos marcados con sustancias que dan reacciones intensamente coloreadas, que permiten revelar la existencia y localización de los productos que se están investigando.

- Físico-citoquímíca electroforética Permite reconocer determinados componentes de las organelas celulares obtenidas en solución mediante la lisis de la misma. Mediante electroforesis en un campo eléctrico y la identificación por reacciones citoquímicas, permite identificar complejos isoenzimáticos, mientras que los métodos citoquímicos simples revelan una enzima en bloque.

- Citoquímica automatizada: Es el fundamento de la CMF que utiliza la citoquímica fluorescente

Reconocimiento de principios no enzimáticos:
- Hidratos de carbonos: PAS
- Fe hemosiderínico: PERLS
- Lípidos: Red Oíl/Sudan Black
- Hemoglobina fetal: elución ácida